# Хато, Йоррел
Йоррел Хато (нидерл. Jorrel Hato; род. 7 марта 2006, Роттердам, Южная Голландия) — нидерландский футболист, защитник английского клуба «Челси» и сборной Нидерландов.

## Клубная карьера
Воспитанник роттердамской «Спарты», Хато перешёл в академию «Аякса» в 2018 году. 5 февраля 2023 года Хато дебютировал за основную команду клуба в матче Эредивизи против «Камбюра».
3 августа 2025 года перешёл в английский клуб «Челси», подписав долгосрочный контракт до 2032 года. Сумма трансфера составила 44,18 млн евро.

## Карьера в сборной
Выступал за сборные Нидерландов до 16 лет, до 17 лет и до 21 года.
В ноябре 2023 года Хато был впервые вызван в основную сборную Нидерландов для участия в отборочном турнире к чемпионату Европы 2024 года. 21 ноября 2023 года дебютировал, выйдя на замену после перерыва в матче против сборной Гибралтара и отметившись голевой передачей.

## Статистика выступлений

### Клубная карьера
| Клуб             | Сезон            | Лига | Лига | Кубок | Кубок | Кубок лиги | Кубок лиги | Европейские кубки | Европейские кубки | Итого | Итого |
| Клуб             | Сезон            | Игры | Голы | Игры  | Голы  | Игры       | Голы       | Игры              | Голы              | Игры  | Голы  |
| ---------------- | ---------------- | ---- | ---- | ----- | ----- | ---------- | ---------- | ----------------- | ----------------- | ----- | ----- |
| Йонг Аякс        | 2022/23          | 13   | 1    | —     | —     | —          | —          | —                 | —                 | 13    | 1     |
| Йонг Аякс        | Итого            | 13   | 1    | —     | —     | —          | —          | —                 | —                 | 13    | 1     |
| Аякс             | 2022/23          | 11   | 0    | 4     | 0     | —          | —          | 0                 | 0                 | 15    | 0     |
| Аякс             | 2023/24          | 33   | 1    | 1     | 0     | —          | —          | 12                | 0                 | 46    | 1     |
| Аякс             | 2024/25          | 31   | 2    | 2     | 0     | —          | —          | 17                | 1                 | 50    | 3     |
| Аякс             | Итого            | 75   | 3    | 7     | 0     | —          | —          | 29                | 1                 | 111   | 4     |
| Челси            | 2025/26          | 0    | 0    | 0     | 0     | 0          | 0          | 0                 | 0                 | 0     | 0     |
| Челси            | Итого            | 0    | 0    | 0     | 0     | 0          | 0          | 0                 | 0                 | 0     | 0     |
| Всего за карьеру | Всего за карьеру | 88   | 4    | 7     | 0     | 0          | 0          | 29                | 1                 | 124   | 5     |

### Список матчей за сборную
| Матчи Хато за сборную Нидерландов | Матчи Хато за сборную Нидерландов | Матчи Хато за сборную Нидерландов | Матчи Хато за сборную Нидерландов | Матчи Хато за сборную Нидерландов | Матчи Хато за сборную Нидерландов   |
| --------------------------------- | --------------------------------- | --------------------------------- | --------------------------------- | --------------------------------- | ----------------------------------- |
| №                                 | Дата                              | Соперник                          | Счёт                              | Голы Хато                         | Соревнование                        |
| 1                                 | 21 ноября 2023                    | Гибралтар                         | 6:0                               | —                                 | Чемпионат Европы 2024 (отбор)       |
| 2                                 | 11 октября 2024                   | Венгрия                           | 1:1                               | —                                 | Лига наций УЕФА 2024/25, Лига A     |
| 3                                 | 14 октября 2024                   | Германия                          | 0:1                               | —                                 | Лига наций УЕФА 2024/25, Лига A     |
| 4                                 | 16 ноября 2024                    | Венгрия                           | 4:0                               | —                                 | Лига наций УЕФА 2024/25, Лига A     |
| 5                                 | 19 ноября 2024                    | Босния и Герцеговина              | 1:1                               | —                                 | Лига наций УЕФА 2024/25, Лига A     |
| 6                                 | 20 марта 2025                     | Испания                           | 2:2                               | —                                 | Лига наций УЕФА 2024/25, 1/4 финала |

Итого: 6 матчей / 0 голов; 2 победы, 3 ничьих, 1 поражение.